# Аманіхаракарем
Аманіхаракарем (Аманіхарекерем, Аманаха-арекерема) (2-а пол. II ст. н. е.) — цар (коре) Куша до 185 року. Варіант перекладу його імені — «Чудовий плід Амона».

## Життєпис
Ймовірно син Аманіхаліки, якого тривалий час вважали царем. Матір'ю за версією Ф. Бройєра була Манаходоке. Панування самого Аманіхаракарема спочатку відносили до I ст. н. е. Втім наступні дослідження довели, що міг панував у II ст. Прийняв тронне ім'я Небмаатра.
Посів трон десь наприкінці 160-х років після смерті свого брата Арітениесебохе. До 1990-х років про Аманіхаракарема було відомо небагато. Його ім'я з'явилося лише на двох фігурах барана в храмі Амона в Соба (сучасний Ель-Хассі, 40 км на південь від Мерое) та омфали, знайдені в Джебель-Баркалі, які було знайдено 1916 і 1821 роках відповідно. Ці фігури баранів є яскравим свідченням єгипетсько-кушитського поєднання в мистецтві та релігії. Можливо саме за часів Аманіхаракарем Соба з невеличкого поселення чи містечка перетворюється на важливий релігійний та економічний центр держави.
У 1998 році в храмі Амона в Нака було знайдено медальйон із піщанику з його ім'ям, згодом там же було розкопано прикрасу храму з його ім'ям. 2000 року в храмі в Дуккі-Гел знайдено камінь із зображенням царя. також відомо, що в Данкейлі біля храму Амона (зведено Натакамані) наказав збудувати алею священних баранів. Ці знахідки вказують, що цей цар активно займався будівництвом. В свою чергу це свідчить про збереження політичної та економічної потуги Куша, незважаючи на посилення конкурента — Аксума.
Припускається, що він панував до 185 року (за альтернативною версією у 200—215 роках). Поховано в піраміді № 37 в Мерое. Спадкував йому небіж Ариесебохе.